# The New Champ
 (juin 2021).
Si vous disposez d'ouvrages ou d'articles de référence ou si vous connaissez des sites web de qualité traitant du thème abordé ici, merci de compléter l'article en donnant les références utiles à sa vérifiabilité et en les liant à la section « Notes et références ».

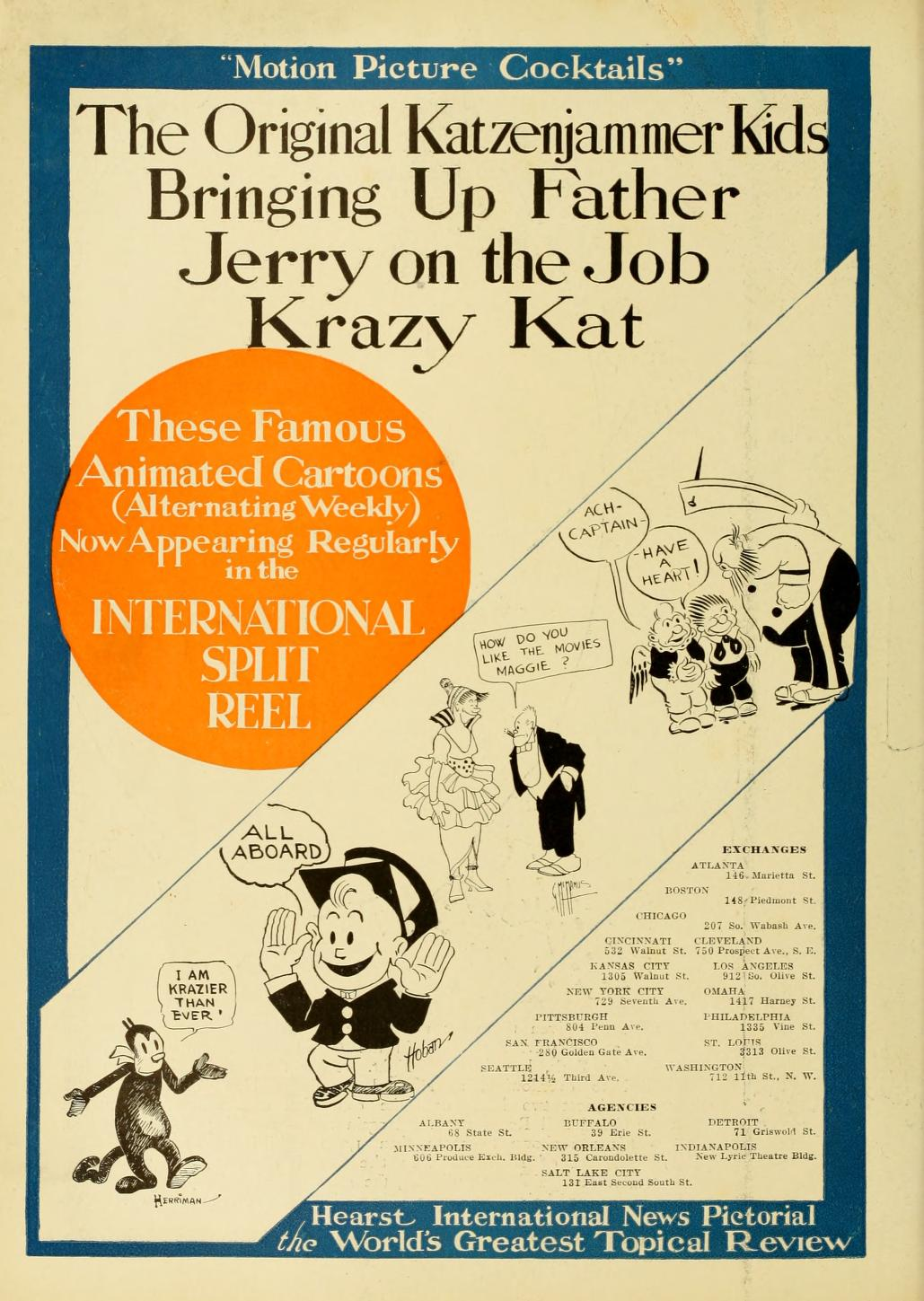
Affcihe pour le cartoon The New Champ (1925)

The New Champ est un cartoon de Krazy Kat de réalisé par Jack King et sorti en 1925.